# Operazione casinò d'oro
Operazione casinò d'oro (Cleopatra Jones and the Casino of Gold) è un film del 1975 diretto da Charles Bail.
Seguito di Cleopatra Jones: Licenza di uccidere del 1973, co-prodotto dalla statunitense Warner Brothers con la Shaw Brothers di Hong Kong, il film fa parte del filone cosiddetto di blaxploitation.

## Trama
Cleopatra Jones si reca a Hong Kong e, unendosi a Mi Ling, un'agente locale, sgomina un'organizzazione criminale gestita da una donna, Bianca Javin, detta "Drago Nero" ("Dragon Lady" nella versione originale).

## Produzione

### Riprese
Il film è stato girato a Hong Kong e Macao.

## Colonna sonora
L'autore delle musiche è Dominic Frontiere, a cui va attribuita anche la canzone leitmotiv del film, Playin' with Fire.

## Distribuzione
Distribuito negli Stati Uniti l'11 luglio 1975 e ad Hong Kong il 7 novembre 1975. Distribuito in Italia dalla PIC nell'estate del 1976, con doppiaggio affidato alla Cine Video Doppiatori.

## Accoglienza

### Critica
(Riccardo Esposito)